# Амплитудно-частотная характеристика

Пример логарифмической амплитудно-частотной характеристики фильтра нижних частот 1-го порядка с коэффициентом передачи в полосе пропускания, равным 1. На графике наглядно виден полюс передаточной функции на частоте 1 рад/с.

Амплиту́дно-часто́тная характери́стика (АЧХ) — зависимость амплитуды установившихся колебаний выходного сигнала некоторой системы от частоты её входного гармонического сигнала. АЧХ — один из видов «частотного отклика» системы (англ. frequency response) наряду c ФЧХ и АФЧХ.

## АЧХ в теории автоматического управления
В математической теории линейных стационарных систем АЧХ устойчивой системы вычисляется как зависимость модуля комплексной передаточной функции от частоты. Значение АЧХ на некоторой частоте указывает, во сколько раз амплитуда сигнала этой частоты на выходе системы отличается от амплитуды выходного сигнала на другой частоте. Обычно используют нормированные к максимуму значения АЧХ.
В математике АЧХ называют модулем комплексной функции. Для построения АЧХ обычно требуется 5-8 точек в рабочем диапазоне частот от ωmin до ωср. Эти характеристики так же, как и временные, содержат информацию о свойствах линейных динамических систем.
На графике АЧХ в декартовых координатах по оси абсцисс откладывается частота, а по оси ординат — отношение амплитуд выходного и входного сигналов системы.
Обычно для оси частоты используется логарифмический масштаб, так как отображаемый диапазон частот может изменяться в достаточно широких пределах (от единиц до миллионов герц или рад/с). В случае, когда логарифмический масштаб используется и на оси ординат, АЧХ принято называть логарифмической амплитудно-частотной характеристикой.
ЛАЧХ широко применяется в теории автоматического управления в связи с простотой построения и наглядностью при исследовании поведения систем автоматического регулирования.

## АЧХ в радиолокации, связи и других радиотехнических приложениях

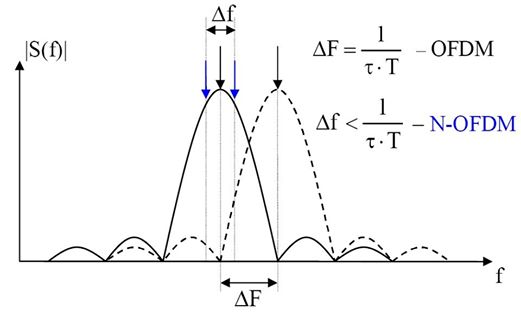
Амплитудно-частотная характеристика фильтров БПФ (быстрого преобразования Фурье) имеет так называемые основной и боковые лепестки АЧХ (термины вошли в обиход из-за аналогии с диаграммой направленности антенной решетки, формируемой на основе БПФ (быстрого преобразования Фурье)

АЧХ приемных каналов средств радиолокации, связи и других радиотехнических систем характеризуют их помехозащищенность. Необходимо учесть, что при цифровой обработке сигналов АЧХ становится периодически повторяющейся, поэтому паразитные полосы приёма (так называемые боковые лепестки АЧХ (side lobe of frequency response)) в цифровых средствах должны подавляться на этапе аналоговой обработки сигналов.
В многоканальных системах, например, в цифровых антенных решетках, важную роль имеет также межканальная идентичность АЧХ с коэффициентами межканальной корреляции до 0,999 и выше в области главной полосы пропускания. Чем выше этот показатель и чем шире полоса частот, в которой он соответствует требованиям, тем лучше удается минимизировать мультипликативные помехи, возникающие при межканальной обработке сигналов. Для повышения этой идентичности могут применяться специальные алгоритмы межканальной коррекции АЧХ приемных каналов.
Поскольку коэффициенты коррекции в общем случае зависят от уровня тестирующих сигналов, для многоканальных систем представляет интерес анализ зависимости АЧХ от уровня входного воздействия в пределах всего линейного динамического диапазона устройства. Соответствующий вариант АЧХ будет иметь трехмерную зависимость. Она должна формироваться после проведения коррекции АЧХ анализируемых устройств.

## Методы измерения АЧХ
Классическим методом измерения АЧХ является подача на вход исследуемого объекта гармонического сигнала изменяемой частоты с постоянной или известной для каждой частоты сигнала амплитудой. В этом случае измеряется отношение модулей амплитуды выходного и входного сигналов (коэффициента передачи) исследуемой системы для разных частот.
Для сокращения времени, необходимого для формирования АЧХ, изменение частоты лучше производить с помощью генератора качающейся частоты — измерительного генератора, плавно перестраивающего частоту своего сигнала с неизменной амплитудой во времени. Обычно эти генераторы изменяют плавно свою частоту генерации от низких частот до высоких, затем быстро переключают частоту на низшую, периодически повторяя процесс. Такие генераторы называют генераторами качающейся частоты (ГКЧ) или «свип-генераторами» (от англ. sweep — мести метлой).
Указанные методы последовательной смены частот не пригодны для устройств с работающей автоматической регулировкой усиления (АРУ), выравнивающей различия в значениях АЧХ на разных частотах при времени перехода от одной частоты к другой, превышающем постоянную времени срабатывания АРУ. Они также не позволяют оценить интермодуляционные искажения между действующими одновременно сигналами разных частот. Метод измерения АЧХ с помощью линейно-частотно модулированных сигналов (ЛЧМ) не позволяет осуществлять когерентное накопление во времени напряжений сигнала для частотных компонент, поэтому его точность ограничена условием достаточно больших отношений сигнал-шум. По этой причине метод не пригоден для формирования трехмерных АЧХ, характеризующих зависимость линейного динамического диапазона от частоты, поскольку при слабых отношениях сигнал-шум дает большие погрешности.
Существуют измерители АЧХ, основанные на иных принципах, например, измерители, подающие на вход исследуемой системы широкополосный сигнал, широкополосный импульс с короткими фронтами или измерители с шумовым сигналом, имеющим в полосе частот, существенном для измерения, постоянную спектральную плотность мощности. Отклик системы анализируется с помощью анализатора спектра или фурье-измерителя АЧХ, выполняющего фурье-преобразование отклика системы из временно́й в частотную область для формирования полного вида АЧХ.
Любому методу измерения АЧХ присущи те или иные достоинства или недостатки. Приемлемый способ применения измерения зависит от конкретной задачи. Например, упомянутый способ измерения АЧХ с помощью шумового сигнала вообще не требует измерителя АЧХ как такового; измерительный стенд состоит из генератора шума, испытуемого устройства (ИУ) и анализатора спектра общего применения. Корректно измеряются, в том числе, и ИУ с АРУ. Недостатки такого способа — высокая стоимость измерительных широкополосных генераторов шума, которая нередко превышает стоимость даже спектроанализатора; а также, худшая, по сравнению с ЛЧМ, точность результата на участках АЧХ в полосах заграждения.